# Communauté de communes de la Saulx et du Perthois
Die Communauté de communes de la Saulx et du Perthois war ein französischer Gemeindeverband mit der Rechtsform einer Communauté de communes im Département Meuse in der Region Grand Est. Sie wurde am 23. Dezember 1998 gegründet und umfasste 19 Gemeinden. Der Verwaltungssitz befand sich im Ort Cousances-les-Forges.

## Historische Entwicklung
Mit Wirkung vom 1. Januar 2017 fusionierte der Gemeindeverband mit
- Communauté de communes de la Haute Saulx sowie
- Communauté de communes du Val d’Ornois

und bildete so die Nachfolgeorganisation Communauté de communes Haute Saulx et Perthois-Val d’Ornois.

## Ehemalige Mitgliedsgemeinden
1. Ancerville
2. Aulnois-en-Perthois
3. Baudonvilliers
4. Bazincourt-sur-Saulx
5. Brillon-en-Barrois
6. Cousances-les-Forges
7. Haironville
8. Juvigny-en-Perthois
9. Lavincourt
10. L’Isle-en-Rigault
11. Maulan
12. Montplonne
13. Nant-le-Petit
14. Rupt-aux-Nonains
15. Saudrupt
16. Savonnières-en-Perthois
17. Sommelonne
18. Stainville
19. Ville-sur-Saulx